# Điện ảnh Philippines
Điện ảnh Philippines (tiếng Tagalog: Pelikulang Pilipino, Sine Pilipino; tiếng Tây Ban Nha: Cine de Filipinas; tiếng Anh: Cinema of the Philippines) khởi đầu bằng sự kiện giới thiệu những thước phim chuyển động tại Salón de Pertierra (Manila) ngày 1 tháng 1 năm 1897.

## Nhà làm phim nổi tiếng

### Giai đoạn trước Chiến tranh thế giới thứ hai
| - Brian Soria - Fernando Royo - Ben Rubio - Rolando Liwanag - Exequiel Segovia - Ben Pérez - Teddy Benavides - Manuel Barbeyto - Ernesto la Guardia - Jaime G. Castellvi - Rudy Concepcion | - Alfonso Carvajal - Jose Troni - Nardo Vercudia - Andrés Centenera - Fermín Barva - Fernando Poe Sr. - Nati Rubí - Etang Discher - Monang Carvajal - Naty Bernardo |

### Giai đoạn sau Chiến tranh thế giới thứ hai
| - Lamberto Avellana - Gerardo de León - Gregorio Fernández - César Gallardo - Armando Garces - Eddie Romero - Cirio Santiago | - Tessie Agaña - Dely Atayatayan - Andoy Balunbalunan - Bentot - Nida Blanca - Nena Cardenas - Bayani Casimiro - Levi Celerio - Chichay - Chiquito - Manuel Conde - Rogelio de la Rosa - Jaime de la Rosa - Gil de León - Van de León - Nestor de Villa - Eddie del Mar - Rosa del Rosario - Mila del Sol - Lauro Delgado - Dolphy | - Linda Estrella - Arsenia Francisco - Eddie García - Rita Gómez - Luis Gonzales - Óscar Keese - Anita Linda - Vicente Liwanay - Lopito - Rosa Mía - Fred Montilla - Óscar Moreno - Óscar Obligación - Bert Olivar - José Padilla, Jr. - Paraluman - Patsy (Pachochay) - Fred Peñalosa - Ben Pérez - Pugak - Pugo | - César Ramírez - Delia Razón - Efren Reyes, Sr. - Johnny Reyes - Lolita Rodriguez - Gloria Romero - Rosa Rosal - Carmen Rosales - Ben Rubio - Rubén Rustia - Carlos Salazar - Tony Santos, Sr. - Charito Solis - Togo - Tolindoy - Tugak - Carol Varga - Alicia Vergel - Evelyn Villar - Billy "Surot" Vizcarra - Zaldy Zshornack |

### Thập niên 1970-80
Ishmael Bernal
- - Nunal sa Tubig (1975)
  - Salawahan (1979)
  - Manila by Night/City After Dark (1980)
  - Relasyon (1982)
  - Himala (1982)
  - Hinugot sa Langit (1985)
- Lino Brocka
  - Tinimbang Ka Ngunit Kulang (1974)
  - Maynila sa mga Kuko ng Liwanag (1975)
  - Insiang (1976)
  - Ang Tatay Kong Nanay (1978)
  - Bayan Ko: Kapit sa Patalim (1984)
  - Orapronobis (1989)
- Celso Ad. Castillo
  - Burlesk Queen (1977)
  - Pagputi ng Uwak, Pag-itim ng Tagak (1978)
- Mike de León
  - Itim (1976)
  - Kakabakaba Ka Ba? (1980)
  - Kisapmata (1981)
  - Batch '81 (1982)
  - Sister Stella L (1984)
- Peque Gallaga
  - Oro, Plata, Mata (1982)
  - Scorpio Nights (1985)
- Mario O'Hara
  - Tatlong Taong Walang Diyos (1976)
  - Babae sa Breakwater (2003)

## Các thời điểm đạt kỷ lục về doanh thu
| Năm  | No. of Films | Doanh thu tính bằng USD | PhP vs US$ | Revenue PhP |
| ---- | ------------ | ----------------------- | ---------- | ----------- |
| 2007 | 165          | $ 86.60M                | 46.01      | Php 3.984B  |
| 2008 | 170          | $100.97M                | 44.32      | Php 4.475B  |
| 2009 | 161          | $103.39M                | 47.64      | Php 4.925B  |
| 2010 | 149          | $123.86M                | 45.11      | Php 5.587B  |
| 2011 | 152          | $138.03M                | 43.31      | Php 5.978B  |
| 2012 | 156          | $158.80M                | 42.23      | Php 6.706B  |
| 2013 | 177          | $166.41M                | 42.45      | Php 7.064B  |